# عبد الباسط سبدرات
عبد الباسط سبدرات هو أحد أبرز الوزراء السودانيين، تقلد عدد من المناصب الكبيرة في الدولة من اهمها مستشار في القصر وكذلك تسلم عدد من الحقائب الوزارية في فترة حكم الإنقاذ من أهمها وزير لوزارة العدل و وزارة التربية والتعليم

## حياته ونشاته
عبد الباسط صالح سبدرات من موليد مدينة جبل الاولياء في ولاية الخرطوم ليدرس فيها مراحل التعلمية الأولية وينتقل إلي ولاية الجزيرة ليدرس في مدرسة مدني الثانوية منها إلي جامعة الخرطوم ،كلية القانون وعرف بأنه أديب وشاعر ومسرحي انضم في جامعة الخرطوم إلي جبهة الديمقراطية في 1967-1968م .

## المناصب التي شغلها
- وزير لوزارة العدل[1]
- وزير لوزارة التربية والتعليم[2]

- مستشار لرئاسة الجمهورية[3]